# Asiabregma sulaense
Asiabregma sulaense är en stekelart som först beskrevs av Van Achterberg 1995.  Asiabregma sulaense ingår i släktet Asiabregma och familjen bracksteklar. Inga underarter finns listade.